# Corinna May
Corrina May, född 10 oktober 1970 i Bremen i Tyskland, är en blind tysk sångerska. Redan som barn började hon använda sig av musiken. Hennes far hade en enorm samling av jazzskivor. Corinna började sjunga i skolkörer och gospelkör.
Hennes första album, helt egenproducerat, släpptes 1997 och var ett jazzalbum. Två år senare utkom hennes andra album, Wie ein Stern (Som en stjärna).
År 1999 slog hon igenom. Hon deltog i den tyska uttagningen till Eurovision Song Contest 1999, vilken hon även vann med låten Hör' den Kindern einfach zu. Låten diskvalificerades dock eftersom den redan var släppt på ett album av en annan artist. Hennes andra försök gjordes 2000 med låten I Believe in God, som slutade på andra plats.
Det blev tredje gången gillt då hon vann uttagningen till Eurovision Song Contest 2002 med I Can't Live Without Music, som fick representera Tyskland och slutade på 21:a plats.
Hennes singel Endless Miles blev inte heller den någon succé.